# 洛佩維島
16°30′24″S 168°20′45″E / 16.50667°S 168.34583°E

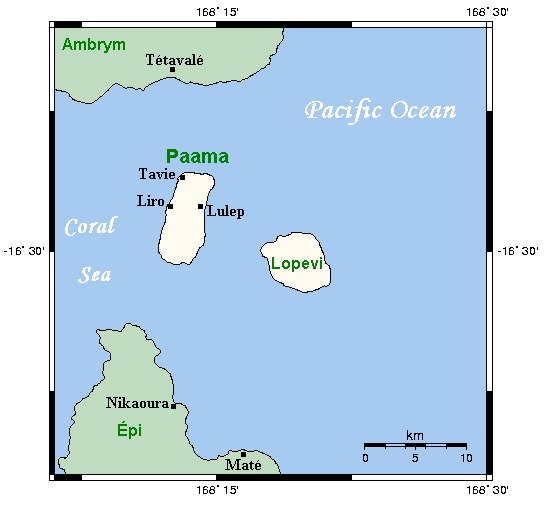

洛佩維島是瓦努阿圖的島嶼，位於安布里姆島東南面的太平洋海域，由馬朗巴省負責管轄，島上的火山直徑約7公里，最高點海拔高度1,413米，最近一次火山噴發在2008年發生，島上無人居住。

## 外部連結
- John Seach site, with photographs （页面存档备份，存于）
- Settlement history of Lopevi （页面存档备份，存于）